# Tooji
Тура́й «Ту́джі» Кештка́р (англ. Touraj "Tooji" Keshtkar, перс. تورج کشتکار, відоміший як Tooji; нар. 26 травня 1987 року, Шираз, Іран) — норвезький співак іранського походження, модель, телеведучий. Став фіналістом пісенного конкурсу Євробачення 2012 в Баку, де представляв Норвегію і посів останнє, 26 місце.

## Біографія
Турай Кешткар народився у 1987 році в Ірані, а коли йому виповнився один рік він разом із мамою Лілі переїхав до Норвегії. Причиною переїзду був пошук політичного притулку. Вже у новій країні Tooji відсвяткував свій перший День народження, але основи його особистості і його музики заклали перське походження і звичаї сім'ї. Майбутній співак закінчив театральну і художню школи, здобув педагогічну освіту в галузі захисту дітей і тепер працює консультантом з питань захисту дітей у відділі післяопераційного догляду та в дитячих притулках. Він вважає свою роботу дуже важливою, складною, такою, що має велике соціальне значення.
Також  Туджі був залучений у модельний бізнес, після чого розпочав роботу на «MTV Норвегія», де був ведучим «Super saturday» і «Toojis Top 10». Його перший сингл «Swan Song» вийшов у 2008 році.
Tooji є активним борцем за права людини.

## Євробачення 2012
11 лютого 2012 року зі значним відривом у фіналі норвезького Melodi Grand Prix (відбірковий конкурс до Євробачення) Tooji з піснею «Stay»(укр. «Залишайся») виборов право представити Норвегію на пісенному конкурсі Євробачення 2012, який пройшов у столиці Азербайджану місті Баку. Його пісня блискавично досягла вершин чартів iTunes і молодий співак за одну ніч став справжньою сенсацією та відомою особою далеко за межами кіл глядачів MTV.
«Я не знаю, чи правильно це чи ні, але я знаю, що хочу, щоб ти залишилася», співає Туджі Кешткар під свою танцювальну пісню.
Незважаючи на проблеми зі звуком під час генеральної репетиції, конкурсна композиція була успішно виконана в другому півфіналі 24 травня 2012 року і за результатами голосування глядачів пройшла до фіналу. Фінал пісенного конкурсу відбувся в День народження Tooji — 26 травня. Із цієї нагоди посольство Норвегії в Азербайджані вирішило провести в одному зі столичних ресторанів пишне святкування.
«Я дуже щасливий, що фінал конкурсу „Євробачення“ збігається з моїм Днем народження. …Я приїхав, щоб виграти, і постараюся це зробити», — сказав Туджі під час конференції після другого пів-фіналу. За його словами, те, що близькі прийшли підтримати його, було дуже хвилюючим і принесло багато вражень. Після прес-конференції співак не став витрачати час на фотосет і автографи, а провів танцювальний флешмоб, навчивши журналістів танцювати під його конкурсну пісню.
У фіналі він виступив під номером 12 і зайняв останнє, 26 місце, набравши 7 балів.
 «- Я зробив, що зміг. І зараз ми просто насолоджуємося собою та отримуємо задоволення. Ми пройшли до фіналу, а це більш ніж достатньо.» — сказав представник Норвегії після оголошення результатів. Співак не розчарувався в собі, а пообіцяв продовжувати займатися музикою.
Tooji — один з найпопулярніших учасників Євробачення 2012. Через схожу зовнішність і однаковий музичний стиль конкурсної пісні його часто порівнють зі шведським співаком Еріком Сааде, який представляв свою країну в попередньому році і зайняв третє місце.

## Особисте життя
Tooji є геєм.